# Johann Peter Geissel
Johann Peter Geissel, auch Johann Peter Geißel (* 1636 in Worms; † unbekannt) war ein deutscher Orgelbauer und Organist. Er gilt als führender Orgelbauer im Mainz des 17. Jahrhunderts.

## Leben
Sein Vater war der Orgelmacher Georg Geissel, der Mitte des 17. Jahrhunderts mit seiner Familie von Gernsheim nach Mainz zog. Johann Peter Geissel war 1688 außerdem Organist an der St. Christoph-Kirche in Mainz. Nach der älteren Literatur erlernte der spätere domkapitelsche Orgelmacher Johannes Kohlhaas der Ältere bei Geissel den Orgelbau. Da Geissel jedoch nach 1689 nicht mehr in Mainz nachweisbar ist, wird diese Ansicht mittlerweile bestritten.

## Werk
Die 1667 für die Mainzer St. Christoph-Kirche erbaute Orgel, die sich seit 1773 in der kath. Pfarrkirche St. Petrus in Ketten in Gau-Bischofsheim befindet, gilt trotz des Umbaues durch Jakob Köhler 1847, der Hinzufügung eines Pedals durch Philipp Embach 1870 und des Verlustes sämtlicher originalen Prospektpfeifen im Ersten Weltkrieg als sein besterhaltenes Werk.
In den Jahren 1662 bis 1664 baute er für die Franziskanerkirche in Mainz eine Orgel, die sich seit 1759 in der kath. Pfarrkirche St. Remigius (Ingelheim) befindet. Nach zwei tiefgreifenden Umbaumaßnahmen – 1933 durch den Orgelbauer Michael Körfer (* 1868; † 1950), seit 1907 in Gau-Algesheim, und 1976 durch den Orgelbauer Erich Breitmann, Nieder-Olm – stammen jedoch nur noch vier der heute zwanzig Register ganz oder teilweise noch von Geissel. Die Orgel erschien den Franziskanern zu klein, so dass ca. 100 Jahre später die Anschaffung einer größeren Orgel beschlossen wurde und die Geissel-Orgel nach Ingelheim verkauft wurde. Diese Orgel gilt als die älteste im Bistum Mainz und im Bundesland Rheinland-Pfalz.
Eine 1682 in St. Emmeran (Mainz) von Johann Peter Geissel errichtete Orgel, das Gehäuse stammte von J. Antz, wurde 1903 von Martin Joseph Schlimbach (* 1841; † 1914) aus Würzburg erneuert.